# Merulaxis ater
El macuquiño negro o gallito gris (Merulaxis ater), es una especie de ave paseriforme de la familia Rhinocryptidae, una de las dos pertenecientes al género Merulaxis. Es endémico de Brasil.

## Distribución y hábitat
Se distribuye por el litoral del sureste de Brasil, desde el sur del estado de Bahía (al menos antiguamente), por Espírito Santo, Río de Janeiro, São Paulo. 
Paraná, y Santa Catarina.
Es localmente bastante común en el suelo o cerca, en bosques húmedos montanos, a altitudes de entre 400 y 1500 m s. n. m., localmente hasta más bajo, principalmente hacia el sur, en el bioma de la mata atlántica. Es cada vez es más raro debido a la pérdida de hábitat, por lo que ha sido calificado como casi amenazado por la Unión Internacional para la Conservación de la Naturaleza (IUCN).

## Descripción

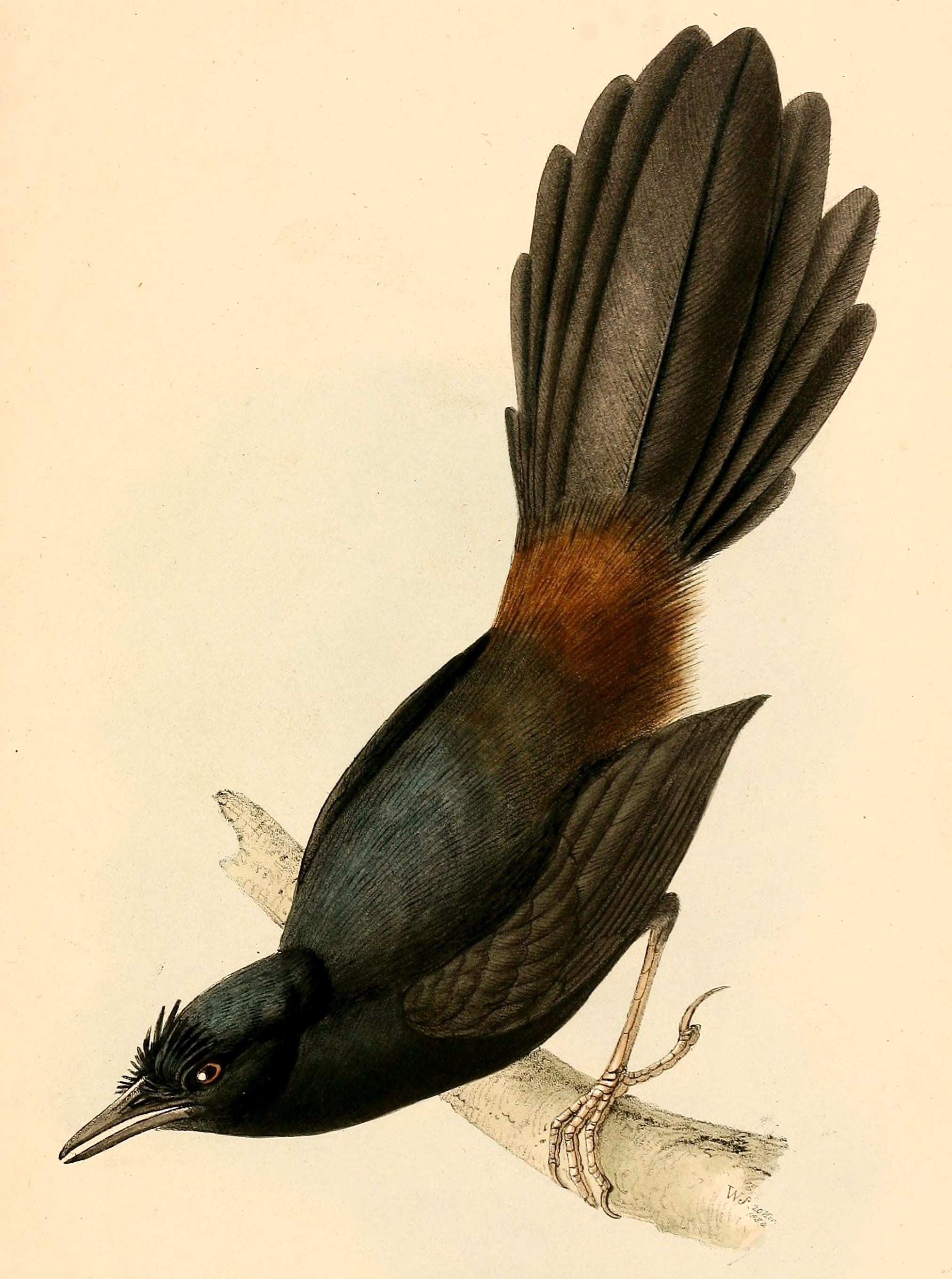
Merulaxis ater, macho, ilustración de Swainson para A selection of the birds of Brazil and Mexico, 1841.

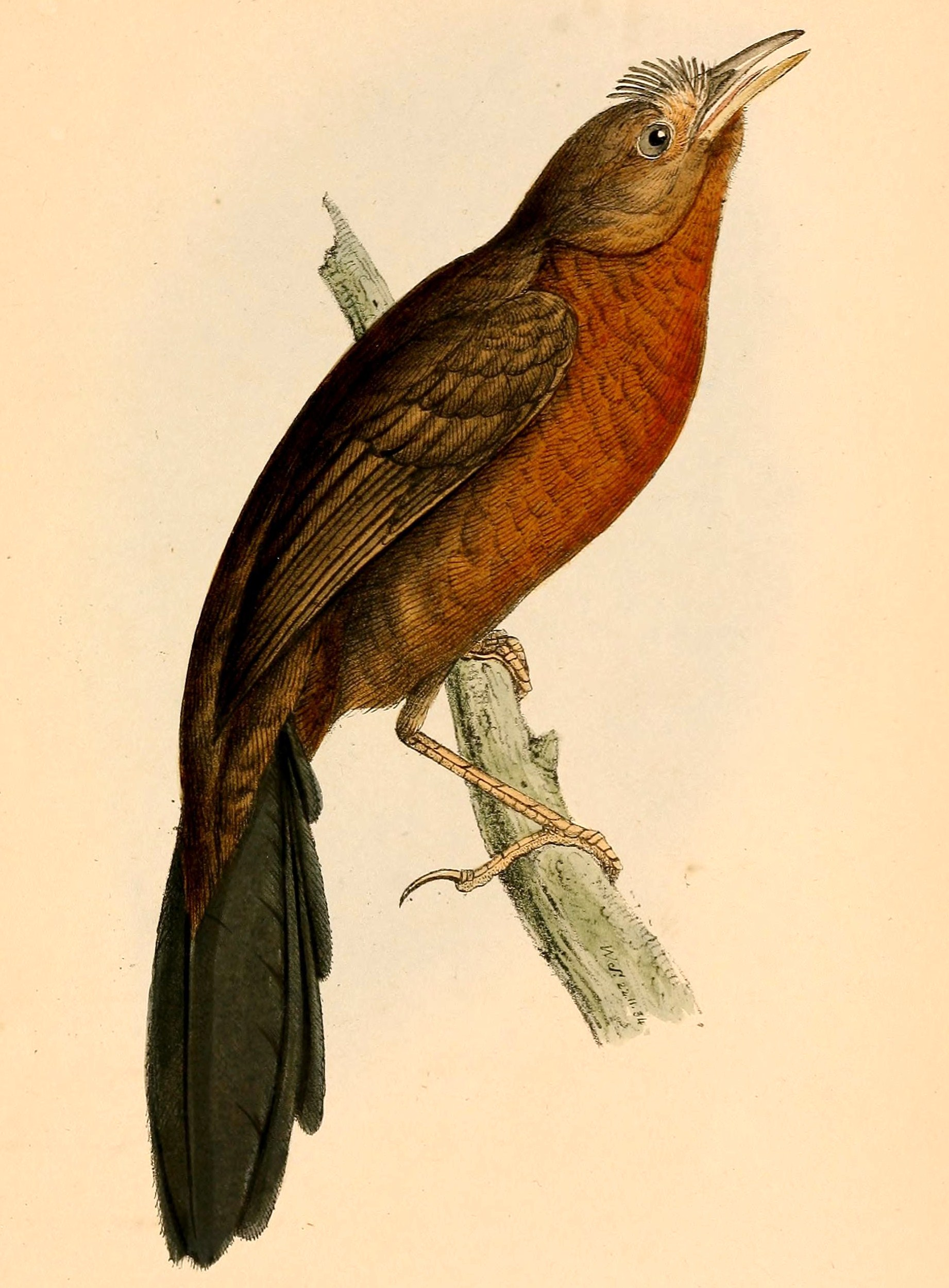
Merulaxis ater, hembra, ilustración de Swainson para A selection of the birds of Brazil and Mexico, 1841.

Es un pequeño pájaro cantor de aproximadamente 18,5 cm de largo. La especie presenta cierto dimorfismo sexual. El macho es principalmente de color pizarra azulado con la rabadilla y los flancos rufos y la cola morena. La hembra tiene la parte superior parda y las partes inferiores de un rufo-canela. Ambos sexos tienen una larga cola y patas rojizas. Además, ambos sexos tienen un penacho de plumas rígidas y puntudas que emergen entre la parte superior del pico y la frente. Es probable que este penacho tenga una función táctil cuando, por ejemplo, busca por presas debajo de hojas secas.

## Comportamiento
Es encontrado solitario o, con más frecuencia, en pareja, caminando y hurgando en el suelo, generalmente entre la vegetación densa o alrededor de piedras; no muestra afinidad por bambuzales. Raramente o nunca menea la cola.

### Alimentación
Se alimenta de artrópodos que captura entre la hojarasca.

### Vocalización
Es mucho más oído que visto, su canto encantador y poderoso es una serie en cascada de ricas notas musicales que comienzan altas y decaen para volverse más suaves. Mientras forrajean se mantienen en contacto con una curiosa nota de llamado «tink».

## Sistemática

### Descripción original
La especie M. ater fue descrita por primera vez por el naturalista francés René Primevère Lesson en 1831 bajo el mismo nombre científico; la localidad tipo es: «México; error = Río de Janeiro, sureste de Brasil».

### Etimología
El nombre genérico masculino «Merulaxis» es una combinación de los géneros Merula Leach, 1816: pájaro negro; y Synallaxis Vieillot, 1816: colaespina, pijuí; y el nombre de la especie «ater», proviene del latín: negro.

### Taxonomía
Probablemente forme una superespecie con Merulaxis stresemanni; tal vez sea conespecífico, pero difieren en el tamaño en general, en las proporciones entre el pico y los pies, y en las vocalizaciones. Es monotípica.